# Temper Temper
Temper Temper é o quarto álbum de estúdio da banda Bullet for My Valentine, lançado em 12 de fevereiro de 2013 pela RCA Records. O álbum foi novamente produzido por Don Gilmore, que trabalhou no álbum Fever e mixado pelo engenheiro Chris Lord-Alge. A faixa-título do álbum foi estreada ao vivo em 22 de outubro de 2012 como parte da Semana da BBC Radio 1 Rock. Lançaram a faixa intitulada "Temper Temper" em 30 de outubro de 2012 em todo o mundo através de todos os fornecedores digitais, diferente no Reino Unido, onde foi lançado em 25 de novembro de 2012. Em 12 de novembro um vídeo da música para "Temper Temper" foi lançado. Ele foi filmado em Los Angeles e dirigido por Michael Dispenza. Em 17 de dezembro de 2012, o próximo single foi lançado através do YouTube chamado "Riot". Em 11 de janeiro de 2013, o vídeo da música "Riot" foi lançado. O CD vazou duas semanas antes do lançamento, Temper Temper estreou em 1° na the Hard Rock gráfico e em 13° lugar na Billboard 200.

## Faixas

### Versão Comum
1. ”Breaking Point” - 3:42
2. ”Truth Hurts” - 3:36
3. ”Temper Temper” - 3:08
4. ”P.O.W. ” - 3:53
5. ”Dirty Little Secret” - 4:55
6. ”Leech” - 3:59
7. ”Dead to the World” - 5:15
8. ”Riot” - 2:49
9. ”Saints & Sinners” - 3:29
10. ”Tears Don't Fall (Part 2)” - 5:38
11. ”Livin' Life (On the Edge of a Knife) ” - 4:01

### Versão Deluxe
1. ”Not Invincible” - 3:26
2. ”Whole Lotta Rosie (from the "Live Lounge" show on BBC Radio 1) ” - 4:10
3. ”Scream Aim Fire (from the "Live Lounge" show on BBC Radio 1) ” - 5:03

### Versão Japonesa
1. ”Playing with Fire ” – 2:51